# 가와카미 유키
가와카미 유키(일본어: 川上 優樹, 1997년 7월 18일~)는 일본의 축구 선수이다.

## 구단 경력
그는 2020년 J2리그의 더스파구사쓰 군마에 입단했다. 2023년까지 41경기에 출전하여, 1득점을 넣었다. 2024년 J3리그의 카탈레 도야마로 이적했다. 2024년 J3리그 3위를 기록하여 J2리그로 승격했다.